# Josh Fingerhut
Josh Fingerhut ist ein US-amerikanischer Schauspieler, Synchronsprecher, Fotograf und Therapeut.

## Leben
Fingerhut studierte ab 2001 Kommunikations- und Medienwissenschaften an der Northwestern University, die er 2005 mit einem Bachelor-Abschluss verließ. Sein Spielfilmdebüt gab er 2008 im Fernsehfilm The Art of Chores. Es folgten mehrere Besetzungen in verschiedenen Kurzfilmen. Er war als Episodendarsteller bis 2015 an Fernsehserien wie Grey’s Anatomy, Mob City, Masters of Sex, Castle und Aquarius beteiligt. Von 2015 bis 2016 war er in der Fernsehserie Henry Danger in insgesamt drei Episoden in der Rolle des Van Del zu sehen. 2016 spielte er in der Fernsehserie Kirby Buckets die Rolle des Ashley Goodmop. Im selben Jahr war er im Abenteuerfilm Sinbad and the War of the Furies in der Rolle des Antagonisten Manta zu sehen. 2018 kam er aufgrund einer Drogenüberdosis beinahe ums Leben. Daraufhin änderte er sein Leben und wollte seine guten Erfahrungen als Therapeut mit Menschen teilen, die ein ähnliches Schicksal haben. 2019 hatte er jeweils Episodenrollen in den Fernsehserien Brooklyn Nine-Nine und Sneaky Pete inne und spielte im Film Out of the Wild mit. 2021 wirkte er in einer Episode der Fernsehserie The Rookie mit.

## Filmotype (Auswahl)

### Schauspiel
- 2008: The Art of Chores (Fernsehfilm)
- 2008: Flotsam (Kurzfilm)
- 2008: Diary of a Teenage Vampire (Kurzfilm)
- 2009: The Guitar (Kurzfilm)
- 2009: The Scenesters
- 2009: Atom TV (Fernsehserie, Episode 2x10)
- 2010: Let's Get Laid! (Kurzfilm)
- 2011: 00:24 (Kurzfilm)
- 2011: Raven (Kurzfilm)
- 2012: Grey’s Anatomy (Fernsehserie, Episode 8x20)
- 2012: As Seen on TV (Kurzfilm)
- 2012: The Unadventurous Life of Ai: Karma (Kurzfilm)
- 2012: The Art of the Interview (Kurzfilm)
- 2012: Order's Up (Fernsehfilm)
- 2012: Finger Bang (Kurzfilm)
- 2013: Cody (Kurzfilm)
- 2013: Mob City (Fernsehserie, Episode 1x01)
- 2014: Sexual In-Your-Endo (Kurzfilm)
- 2014: Masters of Sex (Fernsehserie, Episode 2x07)
- 2014: Castle (Fernsehserie, Episode 7x02)
- 2014: Wigs (Fernsehserie)
- 2014: Getting Out (Kurzfilm)
- 2015: Reluctant Nanny (Fernsehfilm)
- 2015: Aquarius (Fernsehserie, Episode 1x07)
- 2015–2016: Henry Danger (Fernsehserie, 3 Episoden)
- 2016: Hunky Dory
- 2016: I Love You Both
- 2016: Kirby Buckets (Fernsehserie, 2 Episoden)
- 2016: Hawaii Five-0 (Fernsehserie, Episode 6x25)
- 2016: Hintergangen (Backstabbed, Fernsehfilm)
- 2016: Rosewood (Fernsehserie, Episode 2x02)
- 2016: Sinbad and the War of the Furies
- 2017: Shooter (Fernsehserie, Episode 2x07)
- 2017: DriverX
- 2018: Marvel’s Agents of S.H.I.E.L.D. (Fernsehserie, Episode 5x11)
- 2018: Over Easy (Miniserie)
- 2018: The Grounds
- 2018: Boyne Falls
- 2019: Brooklyn Nine-Nine (Fernsehserie, Episode 6x15)
- 2019: Sneaky Pete (Fernsehserie, Episode 3x02)
- 2019: Out of the Wild
- 2021: The Rookie (Fernsehserie, Episode 3x04)

### Synchronisationen
- 2012–2015: The Most Popular Girls in School (Fernsehserie, 2 Episoden)
- 2013: Die Tribute von Panem – Catching Fire (The Hunger Games: Catching Fire)